# Palau Moja
 (mars 2023).
Le palais du marquis de Comillas, aussi appelé Palacio Moja (en catalan : Palau Moja) est une maison aristocratique de Barcelone de style néo-classique. 

## Histoire
Le palais a été bâti en 1774 par le marquis de Moja et son épouse María Luisa de Copons. L'architecte chargé du projet a été José Mas Dordal, auteur de la basilique de la Merced, de San Vicente de Sarrià et du palais épiscopal. Les travaux ont duré 10 ans, l'édifice étant enfin inauguré en 1784.

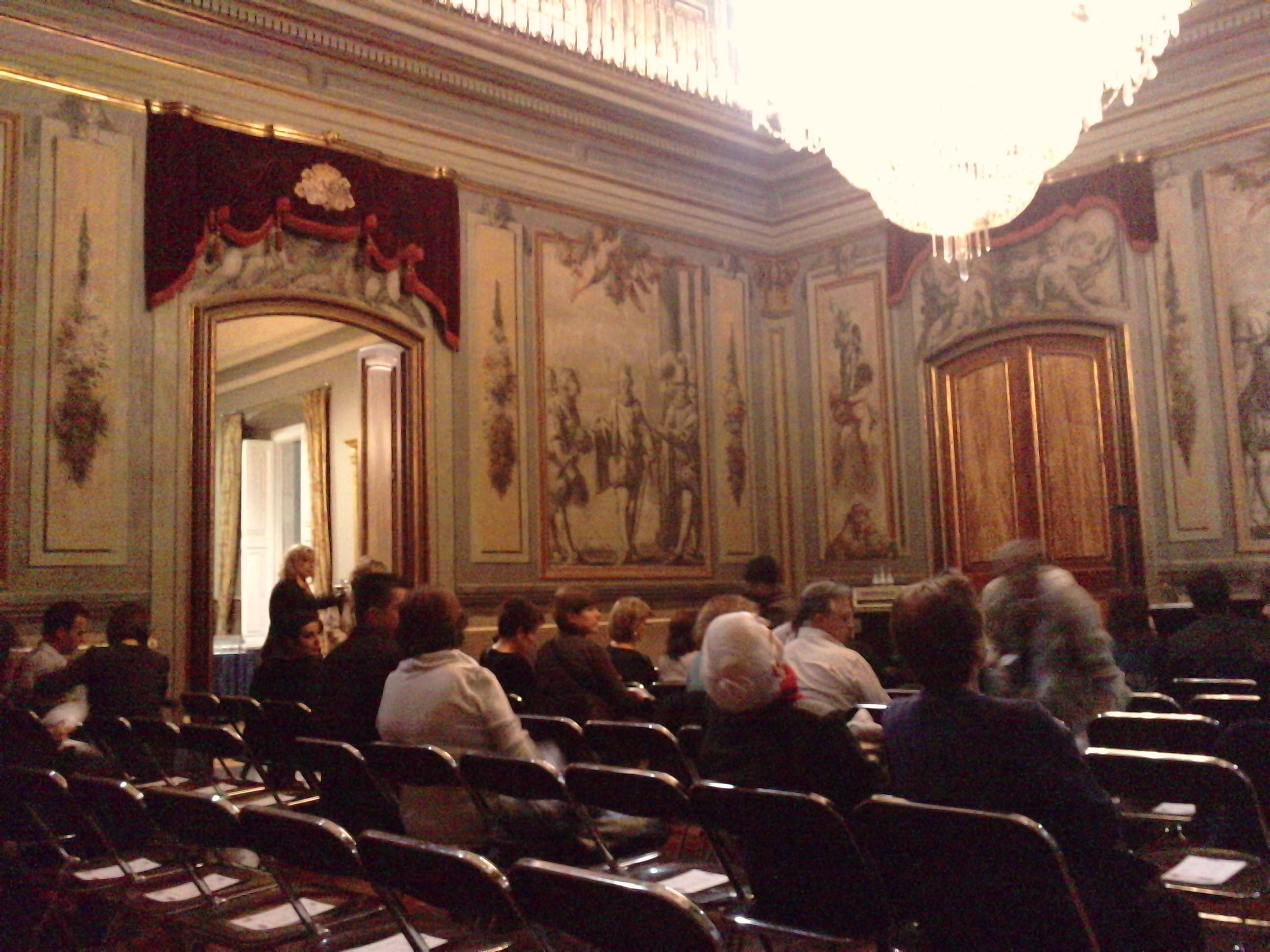
Salle d'actes du palais

Le palais a ensuite été acheté en 1865 par le chef d'entreprise et banquier Antonio López y López, premier marquis de Comillas, qui s'y est installé à partir de 1875.
Actuellement il est le siège de la Junte de Musées de Catalogne, organisme dépendant de la Direction Générale du Patrimoine Culturel de la Généralité de Catalogne.